# México nos Jogos Olímpicos de Inverno da Juventude de 2012
O México participou dos Jogos Olímpicos de Inverno da Juventude de 2012, realizados em Innsbruck, na Áustria. A delegação nacional contou com um total de um atleta, que disputou provas do skeleton.

## Skeleton
| Atleta                   | Evento               | Final     | Final     | Final   | Final |
| Atleta                   | Evento               | Descida 1 | Descida 2 | Total   | Pos.  |
| ------------------------ | -------------------- | --------- | --------- | ------- | ----- |
| Joshua Montiel Santander | Individual masculino | 1:01.85   | 1:02.52   | 2:04.37 | 14    |